# Eremobates clarus
Espèce
Eremobates clarus est une espèce de solifuges de la famille des Eremobatidae.

## Distribution
Cette espèce est endémique du Wyoming aux États-Unis,. Elle se rencontre dans le comté de Carbon.

## Description
Le mâle holotype mesure 19,0 mm.

## Publication originale
- Muma, 1989 : New species and records of Solpugida (Arachnida) from the United States. Douglas Print Shop, p. 1-56 (texte intégral).